# 韦韦
韦韦（Vevay，发音/ˈviːviː/），美国印第安纳州瑞士县城镇，位于俄亥俄河畔。韦韦为瑞士县县治所在地。总面积4.01平方公里，总人口1,683（2010年）。“Vevay”得名于瑞士城镇沃韦（Vevey）。

## 地理
韋韋的座標為38°44′45″N 85°04′16″W / 38.74583°N 85.07111°W，而該地的平均海拔高度為147米（即482英尺）。